# You Don't Know Jack 6: The Lost Gold
You Don't Know Jack 6: The Lost Gold is een computerspel voor het platform Microsoft Windows. Het spel werd uitgebracht in 2003. 